# Litomyšlský úval
Litomyšlský úval je geomorfologický okrsek v severovýchodní části Loučenské tabule, ležící v okresech Ústí nad Orlicí a Svitavy v Pardubickém kraji.

## Poloha a sídla

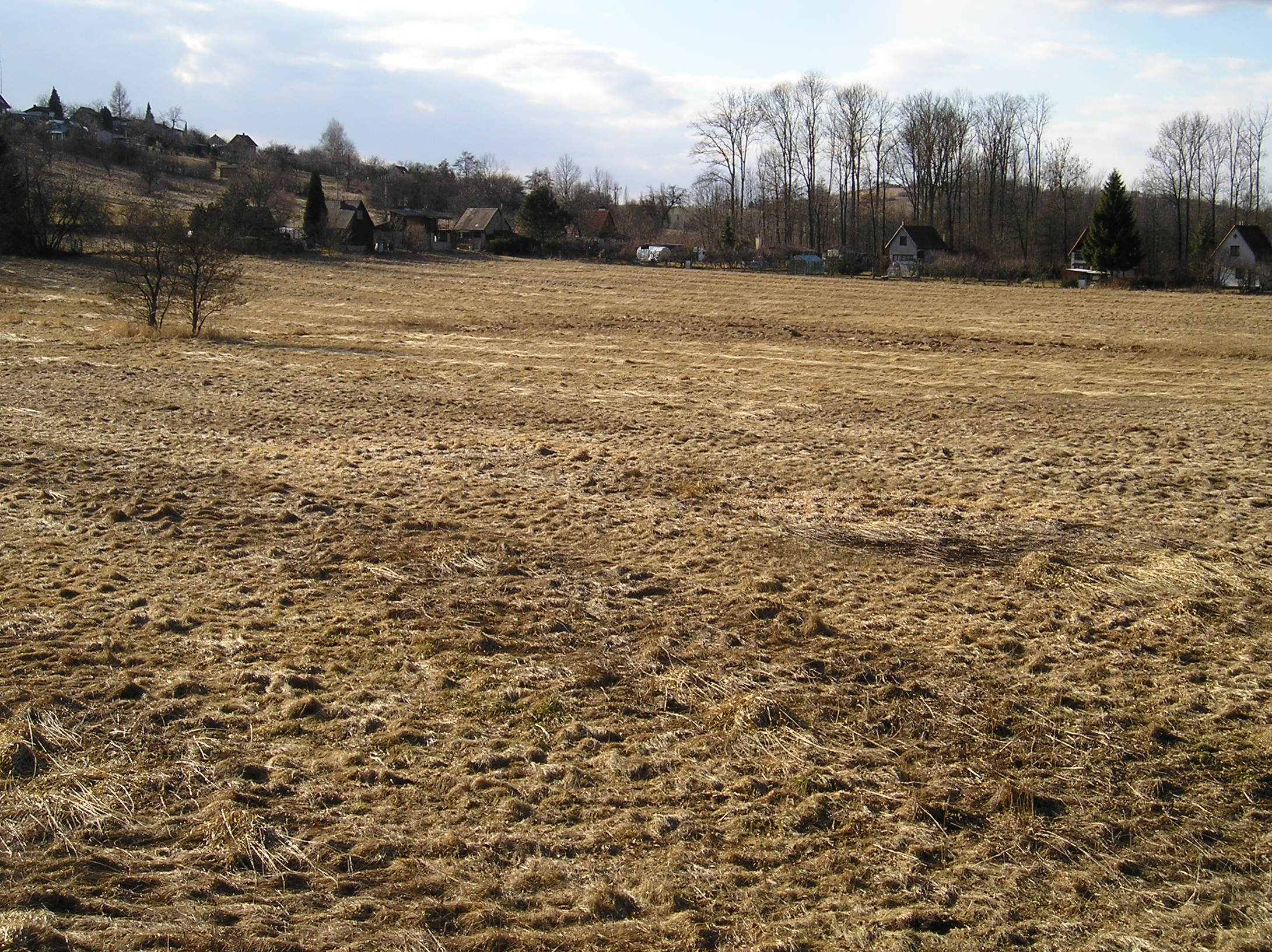
Severní svah vrchu Vinice

Území okrsku se nachází zhruba mezi sídly Týnišťko (na severozápadě), Choceň (na severu), Voděrady a Mikuleč (na východě), Vendolí (na jihovýchodě), Sebranice (na jihu), Vidlatá Seč a Javorník (na západě). Uvnitř okrsku leží titulní město Litomyšl, další město Vysoké Mýto, větší obce Dolní Újezd, Osík, Janov a Čistá, částečně obec Sloupnice.

## Geomorfologické členění
Okrsek Litomyšlský úval (dle značení Jaromíra Demka VIC–3B–4) geomorfologicky náleží do celku Svitavská pahorkatina a podcelku Loučenská tabule.
Podle alternativního členění Balatky a Kalvody se Litomyšlský úval dále člení na podokrsky: Trstěnický úval na západě, Sloupnický úval na východě a Vysokomýtská kotlina na severu.
Úval sousedí s dalšími okrsky Svitavské pahorkatiny: Vraclavský hřbet a Novohradská stupňovina na západě, Poličská tabule na jihu, Kozlovský hřbet na východě. Dále sousedí s celky Orlická tabule na severu a Východolabská tabule na severozápadě.

## Významné vrcholy
| název vrcholu  | výška (m n. m.) | podřazená jednotka   |
| -------------- | --------------- | -------------------- |
| Záhorský kopec | 341             | Sloupnický úval      |
| Vinice         | 318             | Vysokomýtská kotlina |
| Bučkův kopec   | 315             | Vysokomýtská kotlina |

Nejvyšším bodem Litomyšlského úvalu je vrstevnice (525 m n. m.) na jižním pomezí s Poličskou tabulí a Kozlovským hřbetem.